# Conférence des évêques catholiques du Soudan et du Soudan du Sud
La Conférence des évêques catholiques du Soudan et du Soudan du Sud (en anglais : Catholic Conference of Bishops of Sudan and South Sudan, abrégé CCBSSS) est une conférence épiscopale de l’Église catholique qui rassemble les ordinaires de la hiérarchie catholique du Soudan et, depuis son indépendance en 2011, du Soudan du Sud.
La conférence est membre de l’Association des conférences épiscopales membres d’Afrique de l’Est, (Association of Member Episcopal Conferences in Eastern Africa, AMECEA), et de fait du Symposium des conférences épiscopales d’Afrique et de Madagascar, (SCEAM ou SECAM). Son président est après 2020 Yunan Tombe Trille Kuku Andali (pl).

## Membres

### Présidents
Le président de la conférence est en 2023 Yunan Tombe Trille Kuku Andali (pl), évêque d’El Obeid, depuis janvier 2020.
Il y a précédemment eu :
- Ireneus Wien Dud (no), vicaire apostolique de Wau puis en complément administrateur apostolique de Rumbek, de 1970 à 1973 ;
- Pio Yukwan Deng (fi), administrateur apostolique de Malakal avant son érection en diocèse, en 1973 et 1974 ;
- Joseph Abangite Gasi, évêque de Tombura, de 1975 à 1978 ;
- Gabriel Zubeir Wako, évêque de Wau puis archevêque coadjuteur puis titulaire de Khartoum, de 1978 à 1989, une première fois ;
- Paulino Lukudu Loro, archevêque de Djouba, de 1989 à 1993, une première fois ;
- Gabriel Zubeir Wako à nouveau, toujours archevêque de Khartoum, de 1993 à 1999 ;
- Paulino Lukudu Loro à nouveau, toujours archevêque de Djouba, de 1999 à 2006 ;
- Rudolf Deng Majak (de), évêque de Wau, de 2006 au 31 décembre 2011 ;
- Gabriel Zubeir Wako une dernière fois, toujours archevêque de Khartoum et devenu cardinal, du 1er janvier 2012 à octobre 2016 ;
- Edward Hiiboro Kussala (pl), évêque de Tombura-Yambio, d’octobre 2016 à janvier 2020.

### Vice-présidents
Le vice-président de la conférence est en 2023 Stephen Ameyu Martin Mulla, archevêque de Djouba, fait cardinal pendant son mandat, depuis janvier 2020.

### Secrétaires généraux
Le secrétaire général de la conférence est en 2023 le frère Peter Suleiman, depuis le 18 novembre 2017.

## Historique
La conférence est créée sous le nom de Conférence des évêques catholiques au Soudan (Sudan Catholic Bishops’ Conference, abrégé SCBC) en 1976, et son territoire se confond alors avec celui du Soudan d’alors. Après l’indépendance en 2011 du Soudan du Sud, le territoire n’est pas modifié, et la conférence prend simplement son nom actuel en 2017.

## Sanctuaire
La conférence n’a pas, en 2023, désigné de sanctuaire national.